# Adserver
Adserver werden zur Auslieferung und Erfolgsmessung von Internetwerbung eingesetzt. Sowohl der physische Server selbst, auf dem eine Adserver-Software läuft, als auch diese Software können als Adserver bezeichnet werden.

## Einführung
Internetwerbung zeichnet sich im Gegensatz zur Werbung in anderen Massenmedien insbesondere dadurch aus, dass die Reaktion der angesprochenen Verbraucher unmittelbar gemessen und zeitnah ausgewertet werden kann. Hierfür werden so genannte Adserver verwendet, die die Auslieferung von Werbung steuern und Kontakte messen sowie auswerten; sie sind datenbankbasierte Managementsysteme zur Pflege und Verwaltung von Werbeflächen im Internet. Sie sorgen dafür, dass die richtige Werbung zum richtigen Zeitpunkt der richtigen Zielgruppe angezeigt wird und optimieren so den Werbeerfolg. Besondere Bedeutung hat hierbei das Reporting, also die Protokollierung und Auswertung des Werbeerfolges anhand von AdImpressions (wie oft wurde ein Banner angezeigt?), AdViews (wie oft wurde ein Banner gesehen?) und AdClicks (wie oft wurde auf einen Banner geklickt?).

## Ziele der Adserver-Technologie
Durch eine zielgerichtete Auslieferung von Werbung im Internet werden Streuverluste minimiert, wie sie beispielsweise bei Print-Werbung auftreten, da der Werbetreibende hier seine Werbebotschaft unter Umständen an Verbraucher kommuniziert, die nicht in die anvisierte Zielgruppe fallen. Adserver erlauben eine zielgruppenspezifische Auslieferung der Werbung durch so genannte Targeting-Optionen (s. u.). Zudem ermöglichen sie eine zentralisierte Planung und Steuerung von Werbekampagnen und erlauben so eine Optimierung der Werbeflächennutzung (Yield-Management).
Der Werbekunde möchte zudem Überblick über die Resonanz auf seine Werbemaßnahme haben, was auch Grundlage für eine Abrechnung der Internetwerbung sein kann (z. B. Anzahl der AdImpressions oder AdClicks).

## Funktionsprinzip
Statt der direkten Einbindung eines Werbebanners und dem direkten Link auf die Internetpräsenz des Werbenden, wird an der entsprechenden Stelle der Internetseite ein JavaScript-Code des Adservers – auch TAG genannt – eingebunden. Hierdurch wird durch das Öffnen einer Seite eine Anfrage (Adrequest) an den Adserver geschickt, einen Werbebanner aus dem Pool, ggf. mit entsprechendem Targeting (s. u.), einzublenden. Der Adserver schickt dann die entsprechenden Parameter an den Browser des Benutzers, wodurch ein Werbebanner eingeblendet wird, und protokolliert diese Einblendung. Klickt der Anwender auf das Banner, wird er zunächst an den Adserver weitergeleitet, der den Klick protokolliert und den Browser schließlich auf die Seite des Werbenden weiterleitet. Der Anwender merkt von diesem Vorgang in der Regel nichts.

## Adserver-Arten: Inhouse und Outsourcing
Adserver stellen hohe Ansprüche an die verwendete Hardware, da sie in der Regel eine große Menge an Anfragen in kurzer Zeit beantworten und protokollieren müssen. Auch die verwendete Software muss ausgereift und geschickt programmiert sein, um unter minimaler Nutzung der vorhandenen Ressourcen bestmögliche Ergebnisse zu erzielen.
Größere Unternehmen, die ausreichend Kapital für die notwendigen hohen Investitionen in Software und Hardware haben, setzen auf eine Inhouse-Lösung, also die Verwendung eigener Server und eigener oder lizenzierter Adserver-Software.
Kleinere und mittlere Unternehmen entscheiden sich oft für Outsourcing, mieten also Adserver-Ressourcen bei einem anderen Anbieter. Hierbei werden Hard- und Software des Anbieters gegen Mietgebühren genutzt, womit die eigene Anschaffung und eigener Wartungsbedarf entfallen.

## Leistungsmerkmale
Neben der bereits erwähnten Protokollierung von AdImpressions und AdClicks muss ein Adserver auch über folgende Leistungsmerkmale verfügen:

### Buchung
Werbebanner müssen einzeln oder in Kampagnen zusammengefasst in das System eingebucht werden können. Dabei sollte dies so benutzerfreundlich wie möglich geschehen, damit der Verwaltungsaufwand für den Betreiber möglichst minimiert wird. Bei der Buchung muss angegeben werden können, wie lange (Zeit) oder wie oft (AdImpressions) ein Banner angezeigt wird oder wie viele Klicks auf ihn erfolgen müssen, bevor es nicht mehr ausgeliefert wird.

### Targeting
Unter Targeting wird das zielgruppengenaue Ausliefern von Werbung verstanden, was auf unterschiedliche Arten ermöglicht werden kann. Der Adserver benutzt dafür Filter, die in manchen gewünschten und definierten Fällen Werbung anzeigen, in anderen aber eine bestimmte Kampagne unterbinden können. LogIn-Daten können dafür auch verwendet werden, doch meist wird Targeting bereits für andere (breiter verwendbare) Filter eingesetzt.

#### Zielgruppen
Grundvoraussetzung sind Zielgruppen, die vom Betreiber definierbar sein müssen. Jedes Werbemittel muss dann einer oder mehreren Zielgruppen zugeordnet werden können. Unterschiedliche Internetseiten mit unterschiedlichen Seiteninhalten können dann den Zielgruppen zugeordnet werden, und auf diesen Seiten werden dann nur passende Banner angezeigt (z. B. wird Bierwerbung auf Sport- und Motorradseiten angezeigt, für die Zielgruppe „Männer 30 bis 60“).

#### Restriktionen
Die Definition von Uhrzeiten (von/bis) sollte möglich sein. So können beispielsweise Bannerwerbungen mit erotischem Material auf die Einblendung zur Nachtzeit beschränkt werden. Ähnlich ist manchmal die Beschränkung auf bestimmte Wochentage erwünscht (Lottowerbung nur am Tag der Ziehung und am Tag davor).
Ebenfalls wichtig ist die Möglichkeit, die Anzeige bestimmter Banner auf Länder oder Regionen (z. B. Bayern, Berlin etc.) zu beschränken. Der Provider eines Seitenbesuchers lässt sich oft aus seiner IP-Adresse bestimmen. So ist es auch möglich, regional spezifische Werbung ohne Streuverluste auszuliefern. Da überregionale Provider wie Telekom Deutschland oder Vodafone die IP-Adressen dynamisch zuweisen, ist dies nicht immer möglich. In kleineren Ländern wie Österreich ist eine solche Zuordnung meist gar nicht sinnvoll machbar.
Einige Adserver überprüfen auch die Bandbreite der Verbindung. So können z. B. Anwender, die sich über Modem einwählen, von datenintensiver Werbung („Richmedia“, Filmspots, …), verschont werden. Auch diese Zuordnung ist nicht immer eindeutig und damit unscharf.

#### Frequency Capping
Über ein FC kann die Häufigkeit gesteuert werden, mit der einem einzelnen Surfer eine bestimmte Werbung gezeigt wird. Sinnvoll ist dies z. B. bei großformatiger Werbung, die deutlich teurer ist und in hoher Frequenz auch in ihrer Akzeptanz sinkt. Da durch den Einsatz von FC automatisch die verkäufliche Reichweite sinkt, machen nur wenige Werbeträger davon Gebrauch.

### Steuerung der Anzeigehäufigkeit
Der Adserver muss die Möglichkeit der Beeinflussung von Werbeeinblendungen einzelner Banner bieten, um bestimmte Banner oder Kampagnen bevorzugt und damit schneller auszuliefern.

### Anzeigenoptimierung
So wie sich Banner in ihrer Qualität unterscheiden, so unterschiedlich ist auch deren Klickrate (das Verhältnis zwischen Anzahl der Einblendungen und Anzahl der Klicks) zu bestimmten Tageszeiten, Wochentagen und insbesondere Interessengruppen. Leistungsstarke Adserver verfügen über eine automatische Optimierung der eingebuchten Banner. Dabei werden Banner mit einer hohen Klickrate (= erfolgreicher) in ihrem Segment automatisch höher gewichtet und damit öfter eingeblendet als andere Banner mit geringerer Klickrate (= weniger erfolgreich). Auf diese Weise erfolgt eine Optimierung, die zu mehr Klicks bei gleich bleibender Menge von Einblendungen führt. Verfügt ein Adserver über automatische Anzeigenoptimierung, so sollte auch hier die Möglichkeit bestehen, bestimmte Banner bevorzugt zu behandeln und damit öfter und schneller auszuliefern.

### Unterschiedliche Einbindungsarten
Adserver sollten unterschiedliche Arten der Einbindung von Werbung in die Seiten des Werbeträgers erlauben, damit die Nutzer der Seiten entgegen einem Gewöhnungseffekt auf die Werbung aufmerksam gemacht werden (siehe dazu ausführlich Internetwerbung).

### Reporting
Für die Auswertung des Erfolges der Bannerwerbung müssen Auswertungen vom Adserver vorgenommen werden, die dem Nutzer des Adservers in möglichst übersichtlicher und vielseitiger Form angezeigt werden. Neben Tabellendaten sollten auch Diagramme und Graphen vorhanden sein, die Einblendungen, Klicks und Klickraten visualisieren.
Anspruchsvolle Adserver bieten umfangreiche Auswertungen an, die auch sehr fein nach Tageszeiten, Wochentagen, Tagen, Monaten, Interessengruppen etc. aufgeschlüsselt werden.
Darüber hinaus betreibt die Arbeitsgemeinschaft Online Forschung (AGOF) mit besonderen Methoden die Erfassung von Werbeträger-Reichweiten im Internet und liefert zu den den Werbeschaltungen zugrunde liegenden Mediaplänen Informationen dazu, wie viele Nutzer der gewünschten Zielgruppe von den belegten Medien erreicht werden. Auch die Informationsgemeinschaft zur Feststellung der Verbreitung von Werbeträgern (IVW), ist in diesem Bereich tätig, in dem sie Pageimpressions (Seitenaufrufe) von Webseiten misst. Im Quelltext vieler Webseiten kann man das Kürzel „ivwbox“ finden. Dabei handelt es sich um einen sogenannten Zählpixel von 1×1 Pixel Größe, über den die IVW-Messung läuft. Eine Page Impression sollte nicht mit einer Ad Impression verwechselt werden. Erstere bezieht sich auf die einzelne Seite, letztere auf die Werbemittel, die mit dieser Seite ausgeliefert werden. In der Regel werden auf einer Seite mehrere Werbemittel angezeigt, so dass auf eine Page Impression mehrere Ad Impressions kommen können.

### Kundenzugang
Zur Kontrolle der Resonanz auf die Werbung sowie allgemein zur Überprüfung der Einblendungen und Klicks muss ein Zugang für Werbekunden zum Reporting (s. o.) möglich sein.

## Kritik
Den Werbeanbietern wurde in der Vergangenheit vorgeworfen, dass sie die Surfgewohnheiten der Nutzer ausspionieren. Zu diesem Zweck hat z. B. der Adserveranbieter DoubleClick ein Langzeit-Cookie auf dem Rechner des Benutzers gespeichert, durch das dieser eindeutig identifizierbar war. Gegen dieses Vorgehen wurde in den USA eine Klage eingereicht, woraufhin DoubleClick die Lebensdauer der genannten Cookies reduzieren musste. Auch andere Werbeanbieter werden von Datenschützern kritisiert, da kaum Kontrolle über den Informationsfluss oder die angewandten Auswertungen besteht – besonders wenn sich die Werbeanbieter nicht in Deutschland befinden.
Andere Adserveranbieter bieten hier die Möglichkeit, dieser „Identifizierung“ zu widersprechen.